# Elbphilharmonie

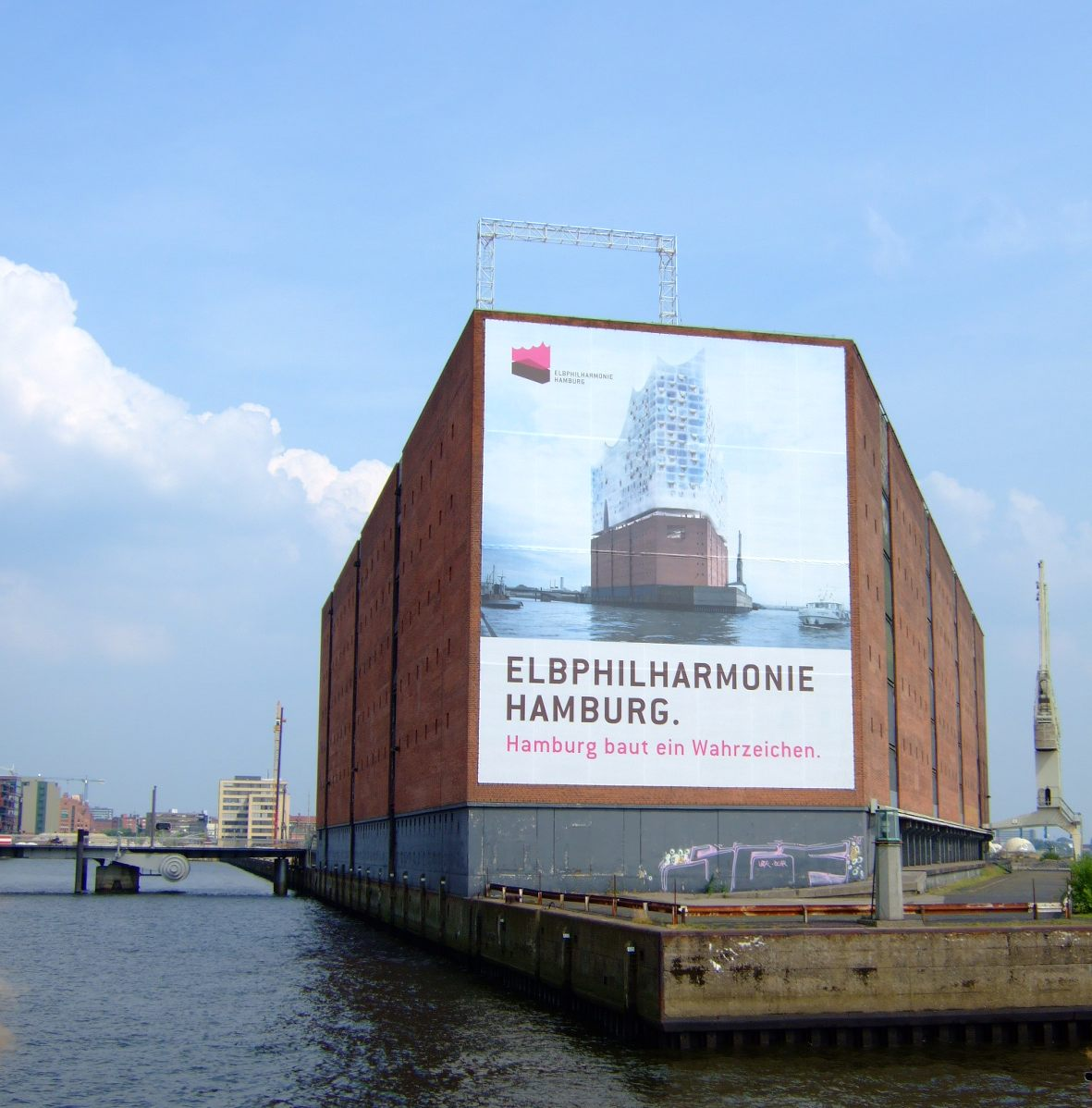
Kaispeicher A met een aankondigingsbord van de Elbphilharmonie in juli 2006

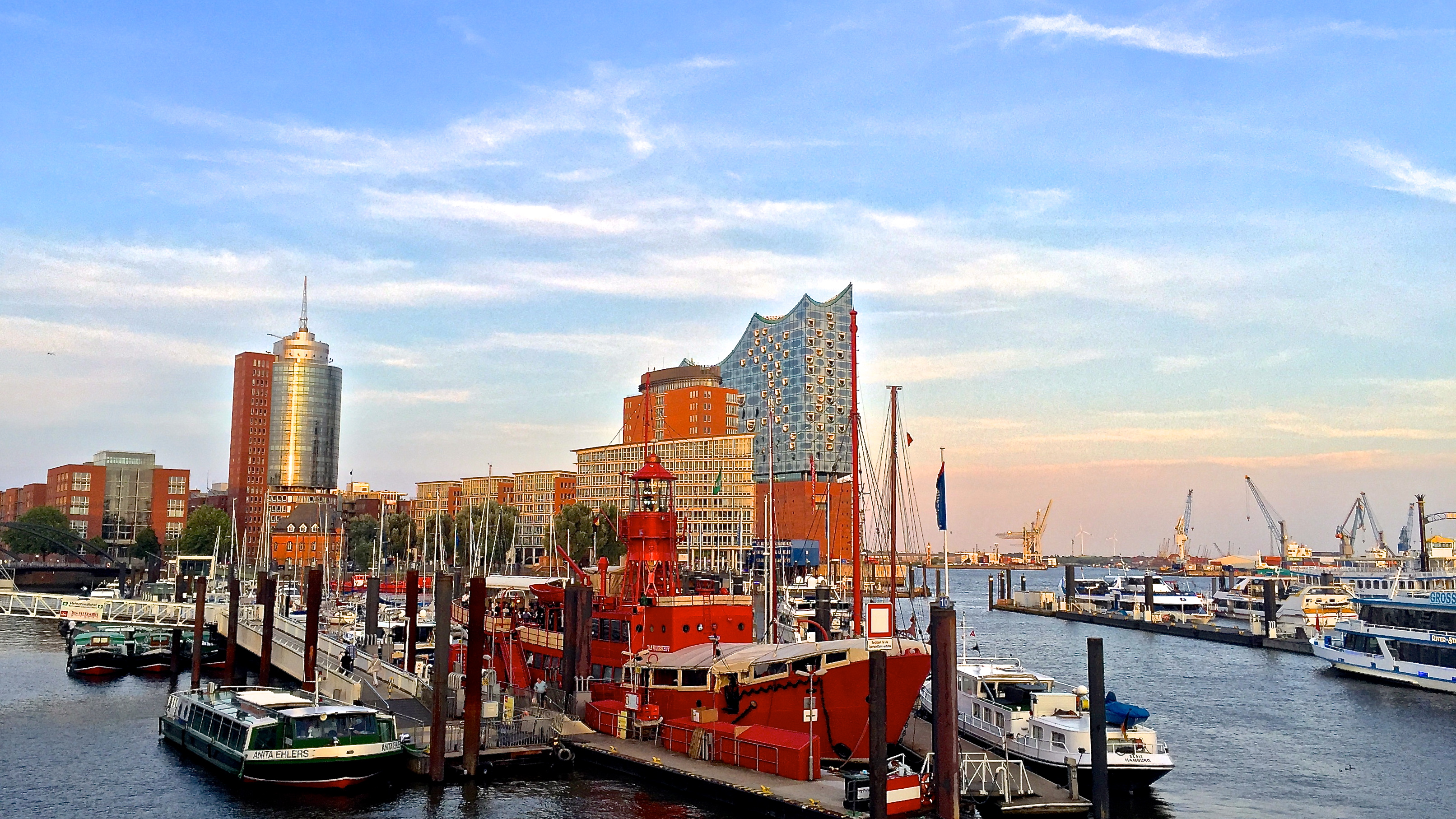
De omgeving van het gebouw

De Elbphilharmonie is een concertzaal in de Duitse stad Hamburg. De Elbphilharmonie ligt aan de rechteroever van de Elbe in het stadsdeel HafenCity in het stadsdistrict Hamburg-Mitte. Het orkest in residentie is het NDR Elbphilharmonie Orchester, het ensemble in residentie het Ensemble Resonanz.

## Bouw
De financiering zorgde jarenlang voor politieke en publieke commotie. Bij de eerste plannen van de bouw als publiek-private samenwerking rond de eeuwwisseling werd uitgegaan van een bijdrage van de stad Hamburg van 77 miljoen euro. In 2007 werd een afwerking in 2010 op 241 miljoen euro geraamd, waarvan Hamburg 114 miljoen zou dragen. Er volgden nog meerdere bedragen en termijnen. Eind 2014 voorzag men een opening in 2017 en een kostprijs van 789 miljoen euro, waarvan 575 miljoen voor de belastingbetaler.
De eerstesteenlegging in aanwezigheid van Ole von Beust, eerste burgemeester van Hamburg en daarmee aan het hoofd van de Vrije en Hanzestad Hamburg, CEO Henner Mahlstedt van Hochtief Construction AG, Karin von Welck, Hamburgs minister van cultuur, en architect Pierre de Meuron van het Zwitserse architectenbureau Herzog & de Meuron vond plaats op 2 april 2007.
De bouw werd afgerond en het gebouw geopend op 6 november 2016. Het openingsfeest vond plaats op 11 januari 2017 met een concert van het NDR Elbphilharmonie Orchester.

## Buitenkant
Het gebouw naar ontwerp van Herzog & de Meuron heeft als basis een ouder pakhuis, Kaispeicher A, een voormalige opslagplaats van cacao, thee en tabak, waarop een in glas afgewerkte bovenbouw met een gebogen dakvorm werd gerealiseerd. Het gebouw met 26 verdiepingen heeft van de begane grond tot de zesde verdieping de gevelbekleding van Kaispeicher A. Het nieuwbouwgedeelte kreeg een glazen gevel met een totaal van 1.096 individuele glaselementen, waarvan vele verschillend gebogen en gekromd, aan een kostprijs per stuk van 20.000 euro. Voor optimale zonwering en om andere ontwerptechnische redenen werd ook elk van de ongeveer 2200 segmenten bedrukt met een uniek patroon. Dit wekt volgens de architecten de indruk van een gigantische kristal, waarbij de lucht, het water en de stad altijd anders worden weerspiegeld.
Het gebouw is een landmark geworden in de Hamburgse horizon, aan de rivier en vlak bij het stadscentrum. Het ligt aan Kaiserhöft, het pierhoofd tussen de voormalige dokken Sandtorhafen en Grasbrookhafen, en dus op het meest westelijke punt van HafenCity. Het dichtstbijzijnde metrostation is U-Bahnhof Baumwall, op 450 meter afstand, gelegen op de U3-lijn. De nieuwe U4-lijn loopt onder het gebouw door, maar de kostprijs van een station in de onmiddellijke omgeving werd te hoog geacht. Het dichtstbijzijnde station op die lijn, Überseequartier, ligt op 600 meter afstand.

## Binnenkant
De grote zaal van de Elbphilharmonie, centraal bovenaan de constructie, heeft een capaciteit van 2.150 toeschouwers en is geschikt voor klassieke muziek maar evengoed voor jazz en populaire muziek. Daarnaast zijn er twee kleinere zalen in het gebouw, een met 550 zitplaatsen, voor kamermuziek, jazz en pop en een derde zaal, de zogenaamde Kaistudio, met 170 zitplaatsen. De totale hoogte van het bouwwerk bedraagt 110 meter, waarmee de Elbphilharmonie het hoogste - deels - woongebouw van Hamburg is. In het oostelijk deel van het gebouw is het Westin hotel Hamburg met 244 hotelkamers gevestigd, in het westelijk deel zijn 45 appartementen. De plaatselijke officieuze benaming van het bouwwerk is de Elphi.
De concertzaal is bereikbaar via een ongeveer 82 meter lange, convex gekromde roltrap en een kortere roltrap, die samen de begane grond verbinden met de Plaza, een vrij toegankelijk gebied met toegang tot de foyer, de zalen, het hotel en de ingang van de concertzalen. Die Plaza bevindt zich in hoogte tussen de bakstenen basis en het glazen gebouw, op een hoogte van 37 meter. Een deel van de Plaza is in de open lucht, rond het gebouw. Vanaf hier heeft de bezoeker een uitzicht over Hamburg en zicht op de verschillende niveaus van de hal. Naast de roltraptoegang zijn er ook 29 liften in het gebouw. In de parkeergarage met 540 parkeerplaatsen zijn 170 plaatsen voorbehouden voor de hotelgasten en de eigenaren van de flats.
De akoestiek werd berekend door de Japanse specialist Yasuhisa Toyota, die tekende voor onder meer de Walt Disney Concert Hall in Los Angeles, de Casa da Música in Porto en de recente renovaties van het Sydney Opera House, de concertzaal van het Mariinskitheater in Sint-Petersburg en het Cultuurpaleis in Tel Aviv.
De grote zaal is uitgerust met een pijporgel met 65 registers van Johannes Klais Orgelbau. Het orgel is in de wand van de zaal verwerkt.